# Cheiracanthium occidentale
Cheiracanthium occidentale là một loài nhện trong họ Miturgidae.
Loài này thuộc chi Cheiracanthium. Cheiracanthium occidentale được Ludwig Carl Christian Koch miêu tả năm 1882.